# Teoria humoral

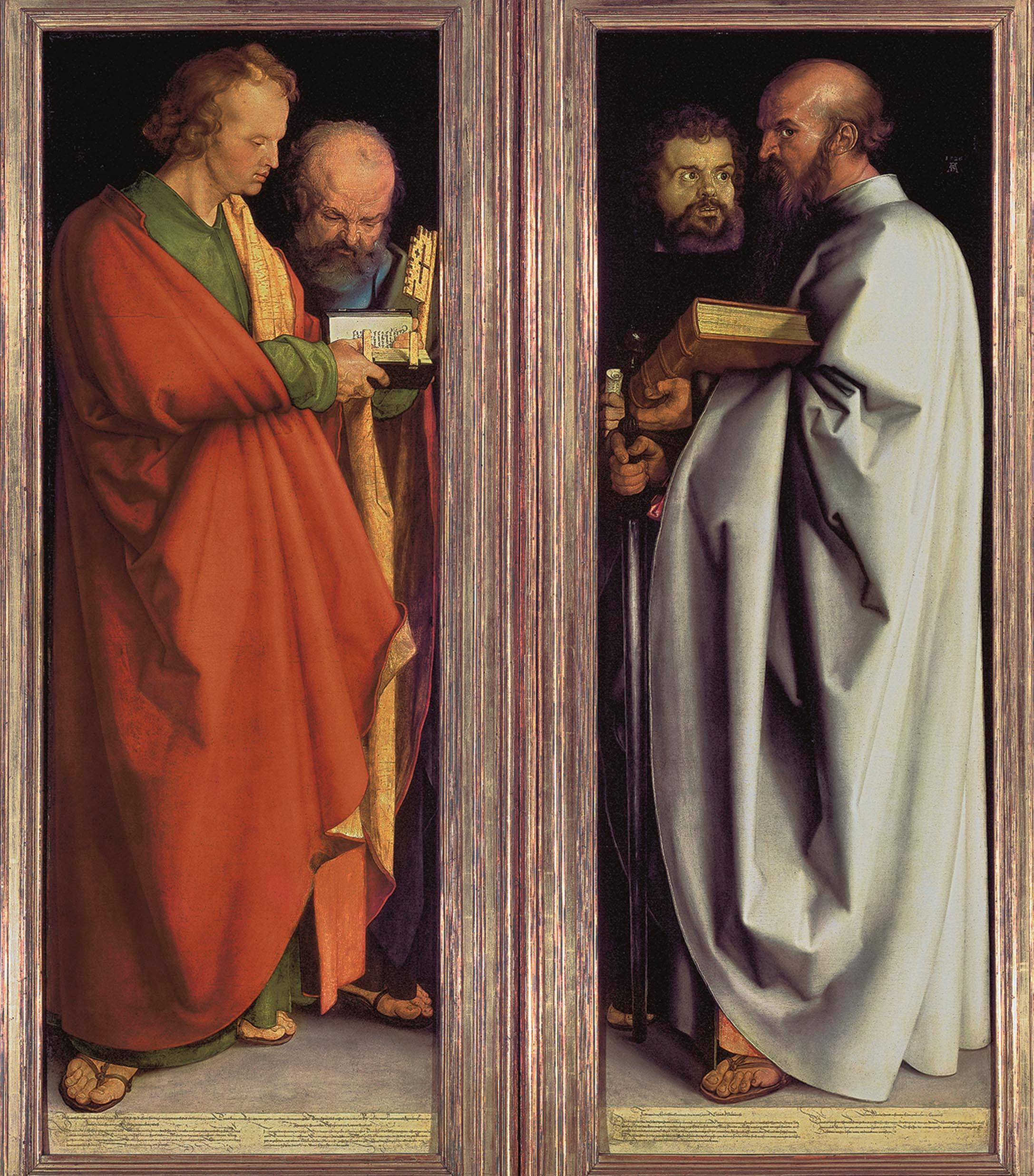
O artista Albrecht Dürer representou os humores na obra Quatro Apóstolos: os temperamentos melancólico, sanguíneo, colérico e fleumático são incorporados, respectivamente, por São João, São Pedro, São Paulo e São Marcos.

No sentido horário, a partir da figura superior direita: colérico, melancólico, sanguíneo, fleumático).

A teoria humoral (ou teoria dos temperamentos) constituiu o principal corpo de explicação racional da saúde e da doença entre o século IV a.C. e o século XVII. Sua origem é normalmente atribuída ao Corpus Hippocraticum e boa parte de seu desenvolvimento teria sido continuado por Galeno.
De acordo com essa teoria, a condição de saúde dos seres humanos seria mantida pelo equilíbrio entre quatro humores (i.e., fluidos corporais): sangue, fleuma, bílis amarela e bílis negra, procedentes, respectivamente, do coração, sistema respiratório, fígado e baço. Cada um destes humores teria diferentes qualidades: o sangue seria quente e úmido; a fleuma, fria e úmida; a bílis amarela, quente e seca; e a bílis negra, fria e seca. As doenças seriam causadas por um desequilíbrio entre os humores, que por sua vez seriam produzidos ou alterados pelos alimentos assimilados pelo organismo. Por exemplo, a febre seria uma reação do corpo para coser os humores em excesso. O papel da terapêutica seria ajudar a physis a seguir os seus mecanismos normais, ajudando a expulsar o humor em excesso ou contrariando as suas qualidades.
Ainda de acordo com a teoria humoral, a predominância de um desses humores na constituição dos indivíduos (e suas diferentes combinações) também seriam responsáveis pelas características temperamentais (i.e., "temperamentos") do ser humano. Dentro da classificação adotada por Galeno, haveria quatro temperamentos básicos: o popular sanguíneo, o sereno fleumático, o forte colérico e o soturno melancólico.

## Teoria humoral moderna
Embora a associação dos temperamentos com fluidos corporais seja obsoleta, a teoria dos quatro humores foi adaptada por outros pesquisadores, muitos sem usar os nomes originais, e muitos acrescentaram a extroversão como um novo fator, que determinaria os relacionamentos interpessoais. Como exemplos temos:
- Avaliação DiSC.
- Social Styles.
- Fifth temperament.
- Keirsey Temperament Sorter
- Interaction Styles.

Os quatro humores e seus equivalentes modernos são apresentados a seguir:
| Humor         | Elemento | Nome antigo | Tipologia Myers-Briggs | Avaliação DISC | Foco e Interesse  | Características modernas (DISC) | Características antigas                         |
| Bílis Amarela | Fogo     | Colérico    | ENTJ, ESTJ, ESTP, ENFJ | Dominante (D)  | In-Charge         | São muito ativas ao lidar com problemas e desafios. São egocêntricas, diretas, ousadas, dominadoras, exigentes, enérgicas, determinadas.                                                   | Estrategista, racional, Extrovertida e ousada.  |
| Sangue        | Ar       | Sanguíneo   | ESFP, ESFJ, ENFP, ENTP | Influente (I)  | Get Going         | Gostam de influenciar os outros através de conversas e atividades e tendem a ser emocionais. São entusiastas, persuasivas, convincentes, amistosas, comunicativas, confiantes e otimistas. | Otimista, sentimental, Extrovertida e instável. |
| Fleuma        | Água     | Fleumático  | INTP, INFP, ISFP, ISFJ | Estável (S)    | Behind the Scenes | Apreciam ritmo constante, segurança e não gostam de mudanças súbitas. São pacientes, confiáveis, calmos, leais, persistentes, gentis, previsíveis.                                         | Sensato, trabalhador, introvertida e realista.  |
| Bílis Negra   | Terra    | Melancólico | INFJ, INTJ, ISTP, ISTJ | Conforme (C)   | Chart the Course  | Valorizam aderir a regras, regulamentos e estrutura. São cautelosas, sistemáticas, precisas, analíticas, perfeccionistas e lógicas.                                                        | Intenso, profundo, introvertida e analítico.    |

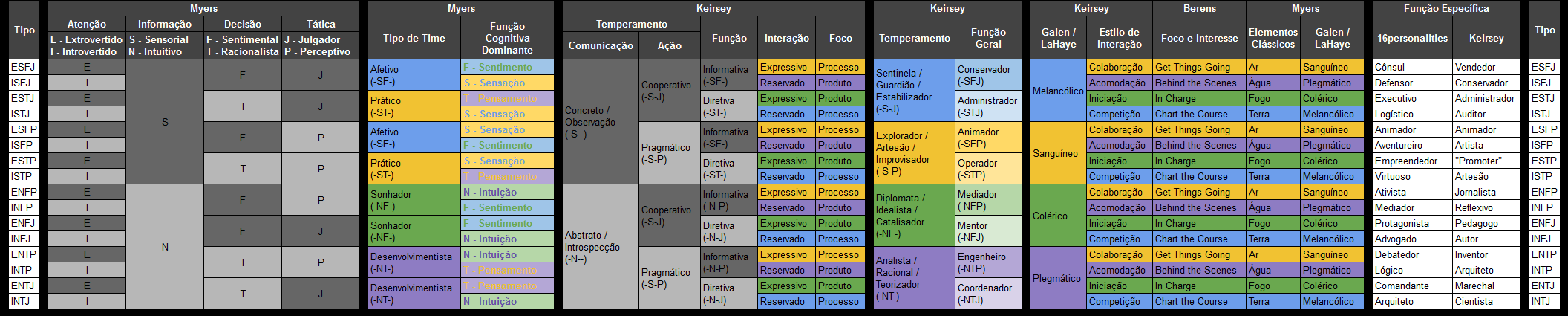
db

Contudo, em relação ao sistema Myers-Briggs, a correlação acima demonstrada está longe de ser perfeita, apresentando muitas falhas. 
Uma correlação mais fidedigna poderá ser atingida relacionando os diversos valores de DISC, com as 16 personalidades do sistema MBTI:
ISTJ: C muito elevado, D e S moderados, I muito baixo
ISFJ: S elevado e C elevado, D e I baixos
ISTP: S, D e C moderados, I baixo
ISFP: S muito elevado, I e C moderados, D muito baixo
INTJ: D e C muito elevados, S baixo, I muito baixo
INTP: S, D e C moderados, I baixo
INFJ: S, C e I moderados, D baixo
INFP: S e I elevados, C e D baixos
ESTJ: D e C elevados, I e S baixos
ESFJ: I, S e C moderados, D baixo
ESTP: D elevado, I moderado, C e S baixos
ESFP: I elevado, S moderado, C e D baixos
ENTJ: D muito elevado, I e C moderados, S muito baixo
ENFJ: I e D elevados, C e S baixos
ENTP: D e I elevados, C e S baixos
ENFP: I muito elevado, D e S moderados, C muito baixo